# Byte (歌曲)
〈Byte〉是荷兰唱片骑师马丁·盖瑞斯和Brooks共同创作的歌曲。歌曲于2017年4月7日通过盖瑞斯的唱片公司戳印唱片和索尼发行。

## 背景
盖瑞斯在迈阿密举行的2017年超世代音乐节上首次发布了这首歌曲。几个月前他在Instagram以及音乐节前一天在Snapchat上都公开了这首歌的片段。在他的推文中，他表示将于2017年4月7日星期五发布两个“东西”——歌曲〈Byte〉和与英国歌手杜阿·利帕（Dua Lipa）的上支单曲〈害怕寂寞〉的原声版本。〈Byte〉被视为盖瑞斯继流行音乐〈以爱之名〉和〈害怕寂寞〉后“回归电子舞曲”。
该歌曲被比作他在2014年与Dimitri Vegas & Like Mike合作的歌曲〈Tremor〉。

## 曲目列表
| 曲序 | 曲目                | 时长 |
| ---- | ------------------- | ---- |
| 1.   | Byte（with Brooks） | 4:45 |

## 榜单
| 榜单（2017年）                    | 最高排名 |
| --------------------------------- | -------- |
| 比利时佛兰德（Ultratop舞曲榜）    | 23       |
| 比利时瓦隆（Ultratop舞曲榜）      | 40       |
| 荷兰（荷蘭四十強單曲榜）          | 2        |
| 美国（《公告牌》舞曲/电音歌曲榜） | 49       |